# Cinque a zero
Cinque a zero è un film italiano del 1932 diretto da Mario Bonnard. È ispirato alla partita di calcio Roma-Juventus, disputata il 15 marzo 1931 e terminata con la vittoria dei giallorossi per 5-0.

## Trama
Il presidente di una squadra di calcio è preoccupato per il capitano della formazione, che si è innamorato di una cantante del varietà. A complicare la situazione ci sono le proteste della moglie, decisamente insoddisfatta dal gioco della squadra. Il finale vedrà una generale riconciliazione e la conversione della presidentessa, che diventerà una delle maggiori tifose.

## Produzione
Il film fu girato negli stabilimenti della Caesar Film di Roma e vide la partecipazione di tutta la squadra calcistica della Roma, con i suoi giocatori. Le canzoni del film furono composte da Michele Galdieri e Dan Caslar.

## Recupero e restauro
Ritenuto a lungo scomparso, nel 2002 venne ritrovata l'edizione francese del film, dal titolo La Fameuse Équipe, per l'interessamento degli organizzatori del Festival del Cinema di Frontiera di Marzamemi e restaurato attraverso un programma di salvaguardia promosso dal Ministero della cultura francese. La copia originale è conservata presso gli archivi del Centre National de la Cinématographie di Bois D'Arcy.